# Martine Vatel
Pour les articles homonymes, voir Vatel.
Martine Vatel est une actrice française, née le 21 mai 1938 .

## Filmographie
- 1961 : Amélie ou le Temps d'aimer de Michel Drach : la servante de Rueil
- 1963 : Muriel ou le Temps d'un retour d'Alain Resnais : Marie-Dominique
- 1964 : Un matin à Glisolles (téléfilm) de Jacques Krier : Martine
- 1964 : La Terreur et la Vertu : Danton de Stellio Lorenzi (épisode de la série télé La caméra explore le temps) : Élisabeth Le Bas
- 1965 : Les Jeunes Années de Joseph Drimal : Lucie
- 1965 : L'Affaire Ledru de Stellio Lorenzi (épisode de la série télé La caméra explore le temps) : la femme de chambre
- 1966 : Les Cathares : la croisade de Stellio Lorenzi (épisode de la série télé La caméra explore le temps) : Esclarmonde de Perella
- 1966 : Les Cathares : l'inquisition de Stellio Lorenzi (épisode de la série télé La caméra explore le temps) : Esclarmonde de Perella
- 1966 : La guerre est finie d'Alain Resnais : une étudiante

## Théâtre
- 1962, Axel d'Auguste Villiers de l'Isle-Adam, mise en scène Antoine Bourseiller
- 1962, Chemises de nuit d'Eugène Ionesco, mise en scène Antoine Bourseiller
- 1962, Pas de pique-nique à Calcutta, d'après Hugh Mills, mise en scène Jean Leuvrais
- 1963, Les Passions contraires de Georges Soria, mise en scène Georges Vitaly
- 1965, L'Autre Royaume de Marc Desclozeaux, mise en scène Daniel Emilfork
- 1971, Au bois lacté de Dylan Thomas, mise en scène Stephan Meldegg
- 1972, Donna mobile 2 de Claude Prey, mise en scène Roger Kahane
- 1973, La Nuit d'Ulysse de Marjorie Barkentin, mise en scène Stephan Meldegg
- 1973, Clara où est Carla ? de Luis Campodonico (es), mise en scène Stephan Meldegg
- 1974, Othello de William Shakespeare, mise en scène Stephan Meldegg
- 1974, Le Fléau des mers d'après Eugène Nus (1816-1894), mise en scène Stephan Meldegg